# Təklə (Qobustan)
Təklə è un comune dell'Azerbaigian situato nel distretto di Qobustan. Conta una popolazione di 1 782 abitanti.